# Āqchelū
Āqchelū (persiska: آقچلو, Oqchelū, Okh Chalū, Ūkhchelū, اُخچَلُّ, وخچِلو, اُقچِلو, اُخ چَلو) är en ort i Iran.   Den ligger i provinsen Hamadan, i den nordvästra delen av landet, 270 km väster om huvudstaden Teheran. Āqchelū ligger 1 924 meter över havet och antalet invånare är 464.
Terrängen runt Āqchelū är kuperad åt sydväst, men åt nordost är den platt. Terrängen runt Āqchelū sluttar österut. Runt Āqchelū är det ganska tätbefolkat, med 75 invånare per kvadratkilometer. Närmaste större samhälle är Mohājerān, 13,0 km sydost om Āqchelū. Trakten runt Āqchelū består i huvudsak av gräsmarker.